# José María Esquerdo
José María Esquerdo Zaragoza (Villajoyosa, 1 de febrero de 1842-Madrid, 30 de enero de 1912) fue un psiquiatra y político republicano español. Como médico, se interesó especialmente por la asistencia a los enfermos mentales y los problemas jurídicos que plantean.

## Biografía
Nacido el 1 de febrero de 1842 en la localidad alicantina de Villajoyosa, era el menor de ocho hermanos y quedó huérfano de padre (el labrador Jaime Esquerdo) antes de nacer, por lo que fue un hijo póstumo. Fue recogido y educado por un agustino hermano de su madre, Rita Zaragoza, llamado Juan. Este personaje había sido profesor en el Real Monasterio de San Lorenzo de El Escorial hasta que fue disuelta su orden y era el único apoyo de la familia. José María se benefició de la gran curiosidad y virtudes pedagógicas de su tío, quien pensaba dirigirlo hacia la carrera eclesiástica.
En efecto, cursó tres años en el seminario conciliar de Valencia, pero le faltaba vocación, así que salió e hizo el bachillerato en Valencia, donde se costeó los estudios trabajando para un notario como copista. Después comenzó la carrera de Medicina en Valencia, pero se trasladó a Madrid en 1859 con diecisiete años y allí los terminó. Se doctoró en 1865. Durante sus estudios, fue influido por Pedro Mata Fontanet, quien le transmitió el interés por la psiquiatría y por los problema jurídicos planteados por los enfermos mentales, pero también estuvieron entre sus predilectos Luis Martínez y Leganés y Rafael Martínez Molina, según cuenta el historiador de la medicina española José Álvarez-Sierra. Sin embargo, era Esquerdo quien sustituía en las clases al doctor Mata cuando no podía asistir; es más, cuando se enteró de que Mata no tenía distrito por el que presentarse a diputado en Cortes, se las arregló para que se presentara por Villajoyosa y, en efecto, obtuvo escaño.
Sus notas eran excelentes, y también su popularidad: participó en la Sociedad de Amigos del Estudio y ocupó el cargo de representante de los alumnos en los conflictos universitarios. Fundó y dirigió además un periódico, El Confidente de las Ciencias Médicas, que fue clausurado por el gobernador civil a causa de su irreverencia política. El 10 de abril de 1865 había una huelga estudiantil en Madrid, que fue aplastada de forma sangrienta en la famosa Noche de San Daniel. Además se extendió poco después una epidemia de cólera morbo, y el doctor Esquerdo participó en su asistencia no solo como médico, sino como enfermero y camillero. Después ingresó en la Beneficencia Provincial de Madrid por oposición.
En el año revolucionario de 1868, obtuvo plaza de cirujano en el Hospital Provincial de Madrid, donde permaneció hasta 1900. Además empezó a dar clases de asistencia voluntaria en la Facultad de Medicina de la Universidad de Madrid en San Carlos, donde se encargó del "curso libre" de Patología General y Enfermedades Mentales (1868-1877); siendo la asistencia voluntaria, tuvo sin embargo que dividir su grupo en dos a causa de la excesiva concurrencia. No aceptó la propuesta de su amigo, el republicano Manuel Ruiz Zorrilla, ministro de Fomento tras la revolución de 1868, para nombrarlo catedrático oficial. De esta peculiar cátedra salieron Espina, Isla, Pulido, Hergueta, Vera, Tolosa Latour, Ustáriz, San Martín y otros muchos. Formó parte también de la organización de la «Escuela Teórico-Práctica de Medicina y Cirugía» de la Beneficencia Provincial de Madrid, donde enseñaría la especialidad de psiquiatría. Igualmente, colaboró en la «Escuela Práctica Libre de Medicina y Cirugía» situada en el Museo Antropológico de Madrid, donde impartió una serie de lecciones publicadas en 1878 con el título de Conferencias sobre las enfermedades mentales.
Introdujo en España la neuropsiquiatría y la terapia ocupacional. En 1877 fundó un famoso sanatorio mental, el Sanatorio Esquerdo, emplazado en Carabanchel, notable por el teatro en que los internos y los cuidadores representaban obras dramáticas (por ejemplo, las del interno Eduardo Lustonó) y donde eliminó el tratamiento coercitivo extremo de los sanatorios de la época, sustituyéndolo por una asistencia a cargo de médicos y enfermeros adecuadamente instruidos. Esquerdo siente lástima por el perturbado y quiere redimirle pues piensa que el imbécil sin la debida asistencia es un criminal en potencia. También investiga el stress ocasionado por el fuerte ritmo de la vida urbana y las grandes aglomeraciones de ciudadanos (Llorca, 1984). Así lo describe el biógrafo José Álvarez-Sierra:

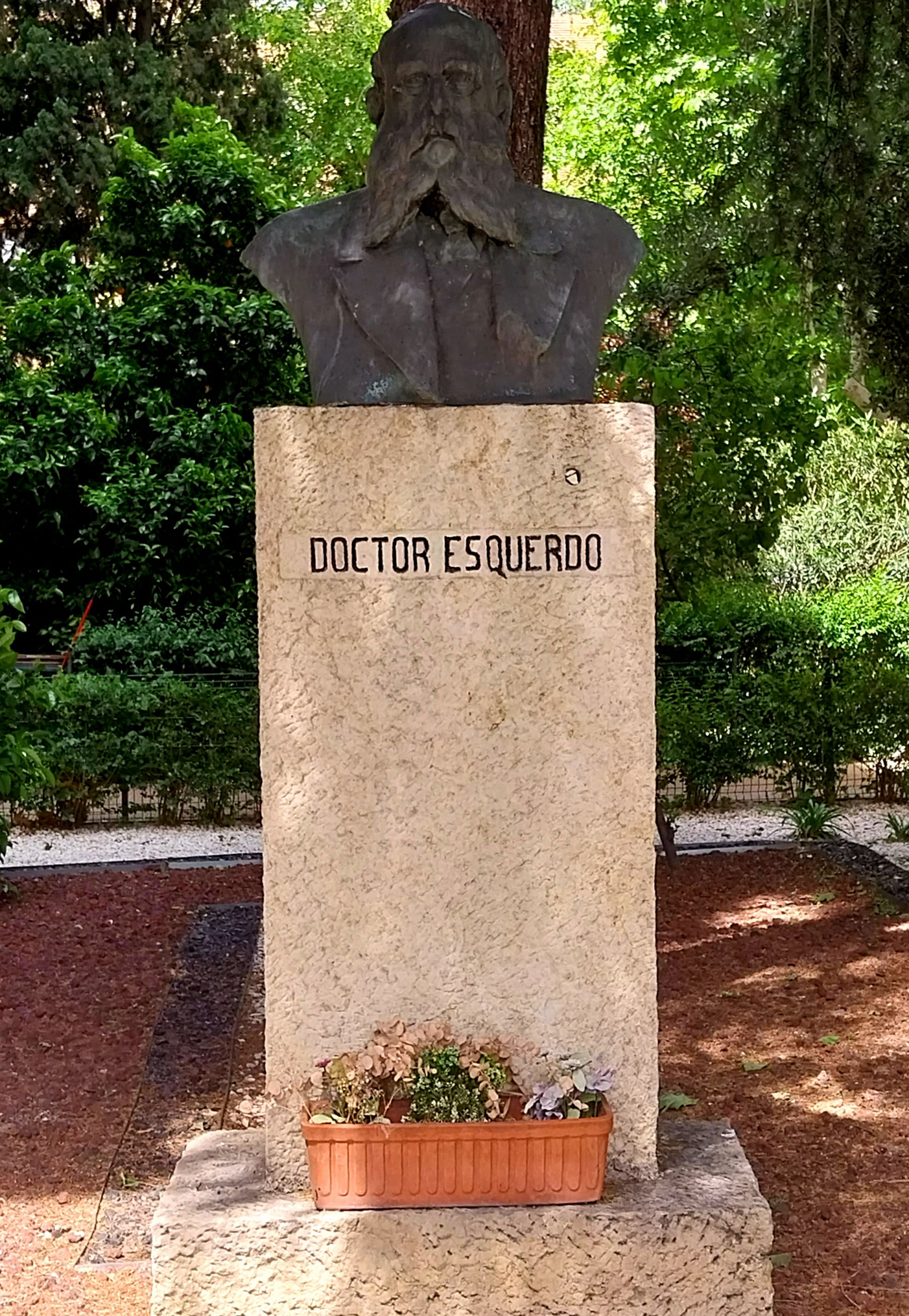
Monumento al Doctor Esquerdo en Madrid

La asistencia de los locos, que en España había estado vinculada a las casas de orates, hospitales-presidios donde toda incomodidad, dolor y tortura tuvo asiento, sufrió una transformación en consonancia con las teorías de la psiquiatría y la psicología experimental gracias a este notable alienista de la Beneficencia provincial de Madrid [...] La organización de los manicomios se debe a él, así como las aplicaciones del laboratorio a la clínica [...] Al busto de Hipócrates le hizo traición con sus preocupaciones revolucionarias. En el Congreso, su oratoria fogosa, arrebatadora y convincente, así como la lealtad de sus ideas, le granjearon universales simpatías [...] En cierta ocasión, en la época del destronamiento de Isabel II, época revolucionaria y de grandes luchas políticas, acostumbraba, siguiendo las últimas teorías terapéuticas, a sacar de paseo por las calles de Madrid a los enajenados que tenía bajo su dirección facultativa. Adquirió la costumbre de que trece o catorce le acompañasen diariamente en sus paseos cual camaradas amistosos, y, por lo general, se los llevaba hacia la Castellana o el Retiro. Fueron varias tardes al segundo de estos lugares de esparcimiento y, sentándose todos en los bancos de la glorieta llamada del Ángel Caído, se ponían a discutir acerca de diversos temas [...] terminando con gritos subversivos y frases de condenación para la monarquía y el Gobierno. Enterada la policía de aquella especie de club revolucionario... escucharon atentamente todas las discusiones, y fue tal la actitud en que vieron a Esquerdo, que pensaron que estaba loco y le detuvieron, llevándole al Gobierno civil en concepto de peligroso exaltado. En cambio, dejaron solos y libres a los clientes, que se pasearon por la Villa y Corte dando pruebas de una gran cordura y sensatez.
Miembro del Partido Republicano Progresista fundado por Ruiz Zorrilla y Salmerón, fue elegido concejal (1891) y diputado por Madrid (1893). A finales de la década de 1880, se convirtió en representante general de Manuel Ruiz Zorrilla, líder de la agrupación republicana progresista, en España. Acumuló, desde entonces, cargos dentro de la agrupación, convirtiéndose en uno de sus más activos propagandistas. En 1895, tras el regreso a España de Ruiz Zorrilla, el partido se dividió en dos tendencias. Ambas proclamaban su obediencia a Ruiz Zorrilla. Fue la tendencia la que se denominó como izquierda, y que contaba con el periódico El País y personalidades como Alejandro Lerroux de su parte, la que logró prevalecer. Tras la muerte de Ruiz Zorrilla, en junio de 1895, ofrecieron al doctor Esquerdo la jefatura del partido, ya que se le consideraba el sucesor natural de su antiguo líder. Sus propuestas enfatizaron la tendencia revolucionaria del republicanismo, que se proponía derribar las instituciones monárquicas mediante medios insurreccionales. Esas posiciones fueron defendidas por el nuevo órgano de prensa del partido, El Progreso, impulsado económicamente por Esquerdo y dirigido por Lerroux. En 1897 fundó, junto con otros destacados políticos, la Unión Republicana Nacional. En 1901, sin embargo, renunció a la jefatura del Partido Republicano Progresista. La Junta de su agrupación apostaba por la participación electoral, mientras que él defendía el retraimiento: "Fundo dicha renuncia -escribió- en la discordancia existente entre la mayoría de la citada Junta y el que suscribe, aquélla partidaria de la lucha electoral de Diputados a Cortes, que en este momento ha terminado, y un servidor, partidario de la abstención, por considerar impolítica nuestra presencia en las cortes destinadas a proclamar la mayoría de edad de Alfonso XIII".
Su renuncia no fue aceptada, pero desde entonces la agrupación quedó en una situación casi de letargo, al integrarse la mayor parte de sus miembros en la Unión Republicana. Desde esos momentos, las apariciones públicas de Esquerdo fueron menos frecuentes.
En año 1905, La Wagneriana le nombra presidente de honor el día de la constitución de la primera junta directiva de esta sociedad. En 1910 volvió al frente del progresismo a la primera línea política. Fue elegido de nuevo diputado por Madrid dentro de una coalición de republicanos y socialistas, junto con Pablo Iglesias y Benito Pérez Galdós.
Murió el 30 de enero de 1912, en su casa de Madrid, en el número 29 de la calle Serrano. Fue enterrado en la Sacramental de San Lorenzo y San José, en Carabanchel Bajo.
Los testimonios sobre el doctor y su gran ojo clínico son numerosos: “Esquerdo trajo a la psiquiatría española la intuición mediterránea, que adivina lo que todavía no se puede saber, y el primer gesto de liberación del loco, infundiéndole en su asistencia aquel hermoso y cándido espíritu de generosidad liberal y laica” (Marañón, 1973. 136 – 137). También circula una coplilla que dice:
Fue Esquerdo el mejor doctor / en locura, y muy humano. / Fue también gran orador, / gran líder batallador / del credo republicano.
Galdós lo llama en su necrología "apóstol y caudillo de dos religiones: la ciencia y la república". Francisco Giner de los Ríos destaca “su condición de antimilitarista y anticlerical, por el riesgo de que esas dos instituciones sojuzguen el poder civil".
Este personaje da nombre a vías públicas de varias ciudades españolas. En el caso de Madrid, la calle del Doctor Esquerdo está ubicada en el distrito de Retiro, al este del centro de la capital. En el caso de Valladolid está en el barrio de San Pedro-Hospital. En la ciudad de Alicante da nombre a una calle del barrio de las Carolinas, y en San Juan de Alicante, da nombre a un parque situado junto al Centro Asistencial Doctor Esquerdo, cerca de la pedanía de la Santa Faz.
En 2017 se publicó una novela titulada Locos que no lo parecen en la que el doctor Esquerdo es protagonista. En ella se relatan sus vivencias durante los viajes que realizó para estudiar al criminal Juan Díaz de Garayo.